# Manuel Cid Monroy
Manuel Cid Monroy (Aguilar de Campos, 19 de octubre de 1743-Aguilar de Campos, 8 de noviembre de 1822) fue un clérigo español, arzobispo de Burgos durante dos décadas al principio del siglo XIX.

## Biografía
Nació en la localidad terracampina de Aguilar de Campos (provincia de Valladolid). Fue fiscal, provisor y canónigo doctoral de la iglesia de Santander, de donde fue trasladado a la penitenciaria de Zamora, y en la misma obtuvo el deanato, habiendo ejercido en aquella diócesis el gobierno de ella en sede vacante, y en el de las vicarías de Alba y Aliste, correspondientes por aquel entonces al arzobispado de Santiago por espacio de 25 años, con nombramiento de diferentes arzobispos. 
El 13 de diciembre de 1801 fue nombrado arzobispo de Burgos por Carlos IV de España. Se consagró el 23 de mayo del año siguiente e hizo su entrada en esta ciudad el 29 de julio del mismo. En su episcopado tuvo lugar la guerra de independencia española, participando en la coronación de José I Bonaparte.
Se retiró a su pueblo natal, donde falleció el 8 de noviembre de 1822 a los 79 años de edad. Está sepultado en la iglesia de San Andrés, en donde había sido bautizado, y de la que había sido su insigne bienhechor.